# Władysław Fiałek
Władysław Wacław Fiałek (ur. 26 stycznia 1915 w Kurzejewie, zm. 25 marca 2006) – polski kreślarz i malarz specjalizujący się w pejzażach.

## Życiorys
Urodził się 26 stycznia 1915 w Kurzejewie, na Kociewiu jako syn Władysława i Heleny. Jego ojciec wcielony do armii niemieckiej, zginął podczas I wojny światowej na froncie zachodnim.
Do gimnazjum uczęszczał w Grudziądzu, tam też w 1932, rozpoczął studia w Pomorskiej Szkole Sztuk Pięknych. Studiował tylko rok, bo szkoła w 1933 przeniosła się do Gdyni. W chwili wybuchu II wojny światowej służył w Wojsku Polskim jako kapral saperów. Podczas kampanii wrześniowej trafił do niewoli, wojnę spędził w Stalagu IX A w Schwalmstadt (nr jeńca 6319).
W lipcu 1945 osiedlił się Pile, którą często wybierał na temat obrazów. Zawodowo pracował jako kreślarz w biurze konstrukcyjnym Zakładów Naprawczych Taboru Kolejowego w Pile. Dodatkowo prowadził kółko malarskie w domu kultury, udzielał korepetycji, hodował nutrie i prowadził kółko malarskie w domu kultury.
Pierwszą ogólnopolską wystawę miał w 1949 w Warszawie. W 1964 jeden z jego pejzaży był prezentowany w Galerie de Balzac w Paryżu, po uprzednich eliminacjach wojewódzkich i krajowych.
W 1975 przeszedł na emeryturę i poświęcił się malarstwu, brał udział w kilkunastu wystawach indywidualnych oraz w kilkudziesięciu plenerach i wystawach zbiorowych. Otrzymywał nagrody i wyróżnienia konkursach malarskich. Jego obrazy prezentowane były m.in. w Katowicach, Koninie, Koszalinie, Krakowie, Pile, Poznaniu, Rogoźnie, Suwałkach, Szczecinie, Toruniu, Wałczu, Warszawie, Zakopanem i Złotowie, a za granicą – w Lipsku, Paryżu i Sofii
Został wyróżniony, jako jeden z czterech twórców, „Złotą Sztalugą” – nagrodą Związku Polskich Artystów Plastyków. W 1995 otrzymał Złoty Krzyż Zasługi. 4 marca 2001 Rada Miasta Piły przyznała mu wyróżnienie połączone z wpisem do Księgi Pamiątkowej Miasta Piły „w uznaniu dorobku twórczego i dokonań w promocji miasta”. W 2002 otrzymał nagrodę prezydenta miasta.
W 2002 świętował 70-lecie pracy twórczej, nazywany był wówczas przez prasę „nestorem pilskich malarzy”. Był członkiem Związku Plastyków w Pile, Stowarzyszenia Plastyków Wojsk Lotniczych „Dedal” w Poznaniu oraz Klubu Plastyka w Wałczu.
Zmarł 25 marca 2006. Został pochowany na Cmentarzu Komunalnym w Pile (kwatera 1/A, rząd D17, grób 25).
Również po śmierci jego obrazy prezentowane były na wystawach. Prace znalazły się w muzeach m.in. w Pile, Rogoźnie i Złotowie.

## Życie prywatne
Miał czterech braci. Od 1945 do śmierci był żonaty z Józefą (1922–2010). W 1995 otrzymali Medal za Długoletnie Pożycie Małżeńskie.
Mieli cztery córki, w tym Reginę, również malarkę.

## Odznaczenia i wyróżnienia
Lista odznaczeń i wyróżnień
- Złoty Krzyż Zasługi
- Medal 40-lecia Polski Ludowej
- Odznaka „Zasłużony Działacz Kultury”
- Odznaka honorowa „Za Zasługi w Rozwoju Piły”
- Złota odznaka honorowa „Za Zasługi w rozwoju Województwa Pilskiego”
- Medal „Zasłużonemu dla Miasta Piły”
- Medal „Honorowy Przyjaciel Szkoły
- Medal za Długoletnie Pożycie Małżeńskie